# Тёмный угол
«Тёмный угол» (англ. The Dark Corner) — фильм нуар режиссёра Генри Хэтэуэя, вышедший на экраны в 1946 году.
Наряду с такими картинами, как «Поцелуй смерти» (1947), «Звонить Нортсайд 777» (1948) и «Дом на 92-й улице» (1945) этот фильм относится к числу лучших нуаров в творчестве Хэтэуэя. Он также входит в число лучших нуаров с участием частных детективов вместе с такими картинами, как «Мальтийский сокол» (1941), «Убийство, моя милая» (1944), «Большой сон» (1946) и «Целуй меня насмерть» (1955).

## Сюжет
Брэдфорд (Брэд) Голт (Марк Стивенс), переехав из Сан-Франциско в Нью-Йорк, открывает частное детективное агентство и нанимает секретаршу Кэтлин Стюарт (Люсиль Болл). Вскоре Брэду наносит визит лейтенант нью-йоркский полиции Франк Ривз (Рид Хэдли) говоря, что друзья в Калифорнии просили за ним присмотреть. В конце рабочего дня Брэд приглашает Кэтлин поужинать с ним. После ужина они идут в парк аттракционов, где Кэтлин замечает, что за ними следит человек в белом костюме (Уильям Бендикс). Брэд говорит, что заметил за собой слежку уже два дня назад. Он сажает Кэтлин в такси, говоря, чтобы она подъехала к офису, а затем проследила за человеком, который из него выйдет. На тёмной улице Брэд неожиданно подходит к человеку в белом костюме и под угрозой оружия заставляет его пройти в свой офис. Избив и обыскав его, Брэд находит у него в карманах удостоверение личности на имя Фрэда Фосса. Силой Брэд заставляет незнакомца сознаться, что его нанял следить Энтони Жардин. Когда Фосс проливает чернила на стол Брэда, Брэд вытирает их о его белый костюм и выпроваживает из офиса, оставив себе его бумажник. Кэтлин пытается преследовать Фосса, но теряет его. Она возвращается в офис, где видит крепко выпившего Брэда и говорит, что хочет ему помочь. Брэд целует её и просит уйти, говоря, что работать вместе с ним становится очень опасно, однако Кэтлин настаивает на том, чтобы остаться.
Тем временем, немолодой, богатый владелец художественной галереи Харди Кэтхарт (Клифтон Уэбб) устраивает шикарный прием в честь годовщины своей свадьбы с молодой, привлекательной Мари (Кэти Даунс), в которую безумно влюблён. Во время вечеринки Энтони Жардин (Курт Кройгер) возвращает богатой замужней даме Люси Уайлдинг (Молли Ламонт) адресованные ему любовные письма Люси, получив за них путём шантажа картину Ван Гога.
Следующим вечером Брэд провожает Кэтлин до дома, и когда выходит на улицу, Фосс пытается сбить его на автомобиле. Увидев происходящее, Кэтлин выбегает к Брэду и отводит его в близлежащее кафе. Мальчишка, торгующий газетами, сообщает Брэду, что запомнил часть номера налетевшей на него машины. Брэд немедленно звонит в полицию, чтобы установить имя владельца машины. Пока Брэд и Кэтлин ожидают ответа из полиции, он рассказывает ей свою историю.
В Сан-Франциско Брэд и Жардин были партнёрами в юридической фирме. При этом Жардин занимался в основном тем, что соблазнял богатых женщин, а затем шантажировал их. Когда Брэд понял, что Жардин крадёт у фирмы деньги, тот предложил съездить к нему домой, чтобы забрать деньги из сейфа и вернуть их в кассу фирмы. По дороге Жардин сильно ударил Брэда, в результате чего тот потерял сознание. Затем Жардин облил Брэда виски, посадил его за руль автомобиля и подстроил аварию, в результате которой погиб водитель другой машины. Брэд получил два года за убийство, но был выпущен на свободу досрочно за примерное поведение.
Тем временем, Фосс припарковал автомобиль перед Галереей Кэткарта. Через некоторое время из галереи вышел Жардин и уехал на этом автомобиле домой, а Кэтхарт отправился к продавцу на переговоры о покупке ценной картины. После его отъезда Мари немедленно выехала к Жардину, где, уверяя его в своей любви, стала уговаривать вместе бежать на следующий день. Жардина больше интересовал вопрос, сможет ли она достать денег. Узнав в полиции, что налетевший на него автомобиль принадлежит Жардину, Брэд приезжает к нему домой. Услышав звонок в дверь, Мари прячется в соседней комнате. Когда Жардин открывает дверь, Брэд сразу же набрасывается на него и начинает бить, требуя сознаться, что это он нанял Фосса убить его. Услышав драку, Мари звонит в полицию. К моменту приезда полиции Брэд уже ушёл а Мари Жардин выводит через чёрный ход. Под угрозой быть насильно доставленным в полицию на допрос Жардин сознаётся, что только что подрался с Брэдом.
На следующий день на открытии выставки в своей галерее Кэтхарт ведёт некоторых избранных гостей в служебное хранилище, чтобы показать им недавно приобретённую картину Рафаэля. Гости и Мари с удивлением видят, что изображённая на портрете девушка очень похожа на Мари, и Кэтхарт объясняет, что боготворил этот портрет с того момента, когда впервые увидел его, а когда встретил Мари, то сразу понял, что эта женщина воплощает его мечту.
После того, как гости поднимаются обратно в галерею, Кэтхарт подслушивает, как Мари и Жардин планируют побег этой ночью, и видит их тени, сливающиеся в поцелуе. Кэтхарт находит Фосса, который сообщает, что Брэд избил Жардина, но не убил его, как рассчитывал Кэтхарт. Фосс говорит, что готов сам убить Жардина и сделает это чисто. Тогда Кэтхарт приказывает Фоссу позвонить Брэду и под предлогом того, что хочет передать ему важную информацию о Жардине, договориться с ним о встрече у него дома. Когда Брэд приходит домой, поджидавший его Фосс в темноте набрасывается на него и усыпляет с помощью эфира. Затем туда же приезжает вызванный Кэтхартом Жардин, и Фосс убивает его кочергой, которую затем кладёт в руку Брэда и уходит. Брэд приходит в себя, лишь услышав звонок Кэтлин в дверь. Он перетаскивает тело Жардина под кровать, а она приводит квартиру в порядок, стирая кровь с кочерги и ковра. Брэд говорит, что быть вместе с ним смертельно опасно, и требует, чтобы она ушла, но Кэтлин настаивает на том, что останется вместе с ним.
Брэд понимает, что Жардин его не заказывал, а сам стал жертвой заказа, но не может понять, кто сделал заказ и по какой причине. Утром с помощью Кэтлин он начинает поиски Фосса, который является единственной ниточкой, ведущей к заказчику убийства. Однако, придя по адресу Фосса, найденному в бумажнике, они обнаруживают, что бумажник был украден у настоящего Фосса, который не имеет к этому делу никакого отношения. Брэд чувствует, что потерял единственную наводку, ведущую к разгадке преступного плана. На следующее утро Брэд просыпается в квартире Кэтлин, и когда за завтраком он проливает кофе, то вспоминает про пролитые чернила, которые вытер о белый костюм лже-Фосса. Кэтлин предполагает, что костюм скорее всего был сдан в химчистку. Они обходят все основные химчистки в поисках белого костюма, но это ничего не даёт. Тем временем, лже-Фосс звонит Кэтхарту, требуя денег за выполненную работу, и Кэтхарт договаривается с ним о встрече в небоскребе Гранд, где он записан на прием к зубному врачу.
Брэд всё-таки находит в одной из химчисток белый костюм, и отправляется по оставленному владельцем адресу. Там он узнаёт, что человек, настоящее имя которого Стауфер, только что уехал, забрав с собой чемоданы. Игравшая в коридоре девочка рассказывает, что слышала, как перед уходом Стауфер говорил по телефону с неким Кэскаром и договорился с ним о встрече в небоскребе Гранд. Во время передачи денег в небоскребе Кэтхарт выталкивает Стауфера из окна, тот падает и разбивается. Приехавший Брэд слышит, как шофёр такси рассказывает полиции, что чемоданы Стауфера все ещё в его машине, и угоняет её. Его преследует полиция, но ему удаётся затеряться среди аналогичных автомобилей, заехав в таксопарк. В офисе Брэд вместе с Кэтлин обыскивает чемоданы Стауфера, но не находит в них ничего интересного.
Тогда Брэд вспоминает, что маленькая девочка упоминала о «Кэскаре в галерее». С помощью Кэтлин Брэд делает вывод, что речь могла идти о Галерее Кэтхарта, которая расположена поблизости от небоскреба, тем более, что он видел у Жардина нераспакованные картины, и направляется туда. Полиция тем временем находит тело Жардина и приезжает в офис Брэда, чтобы арестовать его. Брэд приходит в Галерею Кэтхарта под видом богатого покупателя и делая вид, что хочет купить скульптуру Донателло, договаривается о встрече с ним. Пока Брэд ожидает Кэтхарта в его кабинете, входит Мари. Брэд понимает, что Мари была очередной жертвой интриг Жардина, которую он влюбил в себя с целью последующего шантажа. Когда он говорит ей, что Жардин мёртв, Мари теряет сознание. Тем временем появляется Кэтхарт, и угрожая оружием, ведёт Брэда в хранилище, где собирается убить его. Но Мари, придя в себя после обморока, понимает, что это Кэтхарт организовал убийство Жардина. Она берёт со стола пистолет Брэда, догоняет Кэтхрта на лестнице и стреляет ему в спину, убивая наповал.
Вскоре появляется полиция. Лейтенант Ривз договаривается с Брэдом о встрече на следующее утро, однако Кэтлин говорит, что встречу придётся перенести на вторую половину дня, так как утром они идут в Мэрию зарегистрировать свой брак.

## В ролях
- Люсиль Болл — Кэтлин
- Клифтон Уэбб — Харди Кэтхарт
- Уильям Бендикс — Стауфер, он же Фрэд Фосс
- Марк Стивенс — Брэдфорд Голт
- Курт Кройгер — Энтони Жардин
- Кэти Даунс — Мари Кэтхарт
- Рид Хэдли — лейтенант Фрэнк Ривз
- Молли Ламонт — Люси Уайлдинг (в титрах не указана)
- Джон Эллиотт — хозяин прачечной (в титрах не указан)

## Оценка критики
Сразу после выхода фильма на экраны кинокритик Босли Кроутер дал ему хвалебный отзыв, написав в «Нью-Йорк Таймс»: «Когда талантливый режиссёр и группа изобретательных актёров получают возможность поработать с крепкой историей, как это произошло с фильмом „Тёмный угол“, тогда поход в кино превращается в особое наслаждение. Новая мелодрама, которую „XX век-Фокс“ презентовал вчера — это плотно сотканное, увлекательное зрелище, построенное вокруг частного детектива, которому отведена роль козла отпущения в умно выстроенном плане убийства. Марк Стивенс, относительный новичок, внешне напоминающий Дэну Эндрюса и играющий почти также, как он, демонстрирует убедительную крутизну в роли сбитого с толку сыщика Брэдфорда Голта, который знает, что его подставили в убийстве, но не имеет понятия, кто это сделал и зачем. Трое авторов „Тёмного угла“ не сразу выкладывают все карты на стол. Свой козырь с двойным обманом они выкладывают неожиданно, с изяществом и логикой, после чего разрозненные элементы истории складываются в прекрасно организованный пазл. Экшн, а в фильме его много, жестокий и взрывной, начиная с разборки, которую Голт устраивает таинственному крутому парню, который преследовал его. Режиссёр Генри Хэтэуэй добился великолепной игры от большинства актёров. Люсиль Болл в одной из своих лучших ролей играет язвительную секретаршу, которая делит все несчастья частного детектива, а Клифтон Уэбб предстаёт в роли владельца галереи, вновь демонстрируя своё умение создавать отрицательные персонажи в интеллигентной оболочке. Поразительно красивая Кэти Даунс предстаёт как своего рода вторая „Лора“ в киножизни мистера Уэбба, но ей явно не хватает драматической подготовки. Мистер Хэтэуэй настолько умело использует комбинированные съёмки, имитируя Нью-Йорк, что создаётся полное впечатление, что сцены снимались на Третьей авеню, Пятьдесят второй улице и Бродвее. Он также смог удачно уйти от затемнённой операторской работы, используя для создания атмосферы приглушённый создающий соответствующее настроение саундтрек».
Журнал «Time Out» также высоко оценил фильм, написав про него: «Изящный нуаровый триллер, выдержанный в великолепном темпе Хэтеуэеем и не менее великолепно снятый Джо МакДональдом, удачно применяющий фирменные натурные съёмки, характерные для компании „Фокс“ того времени. Стивенс исполняет роль частного детектива, который был подставлен и отсидел в тюрьме за убийство. Выйдя на свободу, он обнаруживает, что за ним следит зловещий головорез, постепенно погружаясь в кошмар, в котором его снова пытаются подставить в убийстве. Хотя учтивый злодей Уэбба взят из „Лоры“ практически без изменений (включая его маниакальную тягу к красивым женщинам), „Тёмный угол“ демонстрирует своё лицо, взяв чувственного Стивенса на роль жёсткого Сэма Спейда, фасад которого постоянно трещит по швам („я загнан в тёмный угол, но не знаю, кто меня бьёт“) пока его преданная саркастичная секретарша (Болл) не проводит его за ручку сквозь все беды. Не менее прекрасную игру показывают Бендикс в качестве головореза в белом костюме, Даунс в качестве тёмного ангела и Кройгер в качестве тевтонской змеи».
Кинокритик Деннис Шварц в 2004 году написал о фильме: «Великолепный нуар во всех смыслах, особенно благодаря твёрдой режиссуре Генри Хэтэуэя, заставляющий заиграть по-новому кусочки и фрагменты других фильмов нуар, и придающей ему угрожающий вид отличной натурной чёрно-белой операторской работе Джо МакДональда. Название фильма происходит от слов похожего на Сэма Спейда частного сыщика, образ крутого парня которого трескается, когда он говорит опекающей его секретарше: „Вот ушла и моя последняя наводка. Я внутри себя чувствую насквозь мёртвым. Я загнан в тёмный угол, но не знаю, кто меня бьёт“. Талантливый состав актёров играет превосходно. Люси (Болл) сберегает на потом свою славу комедийной актрисы ради роли приятной романтической героини с забавным сарказмом. Бендикс создаёт образ страшного и вкрадчивого головореза. Похожий на змею тевтонский демон Крюгер ползает по тёмным комнатам богачей. Уэбб идеален в роли маниакально влюблённого муженька и коллекционера искусства, которым овладевает тёмная сторона его личности. Стивенс выдаёт точно выстроенную роль ранимого крутого нуарового героя, за которым в самые трудные для него моменты присматривает хорошая девочка-секретарша».